# Staffordshire East and Derby (circonscription du Parlement européen)
Avant l’adoption uniforme de la représentation proportionnelle en 1999, le Royaume-Uni utilisait le système uninominal à un tour pour les élections européennes en Angleterre, en Écosse et au pays de Galles. Les conscriptions du Parlement européen utilisées dans ce système étaient plus petites que les circonscriptions régionales les plus récentes et ne comptaient chacune qu'un seul membre au Parlement européen.
La circonscription de Staffordshire East and Derby était l'une d'entre elles.
Lors de sa création en Angleterre en 1994, il se composait des circonscriptions du Parlement de Westminster de Burton, Cannock and Burntwood, Derby North, Derby South, Mid Staffordshire, South Derbyshire, et South East Staffordshire.

## Membre du Parlement européen
| Élection                                                 | Élection | Portrait                                                          | Membre                                                            | Parti                                                             |
| -------------------------------------------------------- | -------- | ----------------------------------------------------------------- | ----------------------------------------------------------------- | ----------------------------------------------------------------- |
| partie du Staffordshire East et du Derbyshire avant 1994 |          |                                                                   |                                                                   |                                                                   |
|                                                          | 1994     |                                                                   | Phillip Whitehead                                                 | Travailliste                                                      |
| 1999                                                     | 1999     | circonscription abolie, partie des East Midlands à partir de 1999 | circonscription abolie, partie des East Midlands à partir de 1999 | circonscription abolie, partie des East Midlands à partir de 1999 |